# Mošeja Khilani
Mošeja Al-Khilani (arabsko جامع الخلاني) je zgodovinska šiitska mošeja v Bagdadu v Iraku. Mošeja, ki gre iz smeri ulice al-Džumhurija, ima v sebi staro svetišče s kontroverzno prepoznavno grobnico.

## Zgodovina

### Ozadje in svetišče
Mošeja je bila nekoč na pokopališču Khilani. V današnjem času pokopališče ne obstaja več. Datum izgradnje mošeje ni znan, vendar je najstarejši zapis o mošeji leta 1726, ki ga je napisal Mustafa bin Kamal al-Din al-Sadik al-Dimaški v svojem potovalnem dnevniku v Bagdad.
Svetišče je v kotu mošeje, kjer je viden grob. Grob prekriva kovinski zarih. Sporno je, kdo je pokopan v svetišču. Splošno sprejeto prepričanje je šiitska trditev, da je pokopan Abu Dža'far Muhamad ibn Osman, drugi od štirih namestnikov 12. imama. Zato so grobnico zelo skrbeli šiiti in velja za zelo pomemben kraj zanje, pri čemer je upravljanje mošeje v rokah šiitov. Vendar pa suniti trdijo, da je pokopana oseba pripovedovalec hadisov Ghulam al-Khallal, čigar pravo ime je Abu Bakr Abdul Aziz ibn Dža'far, njegov vzdevek pa je dobil po povezavi s hanbalijskim pravnikom Abu Bakr al-Khallalom.
Sodobni zgodovinar Imad Abd al-Salam Rauf verjame, da je v mošeji grob Ghulama al-Khallala, kar navaja v svoji knjigi Znamenitosti Bagdada v poznih stoletjih. Pred tem sta zgodovinarja Mustafa Džawad in Ahmad Soussa v svoji knjigi Detailed Guide to the Map of Baghdad Detailing the Plans of Baghdad, Past and Present povedala, da je grob hanbalijskega pravnika.

### Sodobnost
Po prvi svetovni vojni so potekala žalna srečanja, na katerih je pridigar govoril o britanski okupaciji Iraka, zaradi česar so verniki zapustili mošejo v množičnem pohodu proti takratnim okupacijskim silam. Mošeja je trenutno na trgu al-Khilani. Trg je dobil ime po mošeji zaradi pogleda nanjo in ulico al-Džumhurija.
Leta 2007 je bila mošeja Al-Khilani tarča samomorilskega terorističnega napada, v katerem je umrlo 78 ljudi, 218 pa jih je bilo ranjenih. Napad se je zgodil po tem, ko je tovornjak, poln eksploziva, trčil v mošejo. Po besedah njenega imama Saleha Muhamada al-Haidarija je do eksplozije prišlo, ko so verniki zapuščali mošejo. Eksplozija je poškodovala kupolo mošeje in eno od sten knjižnice.
Leta 2013 je imel pridigar mošeje Saleh al-Haidari pridigo, v katero so bili povabljeni tako sunitski kot šiitski muslimani v znak protesta proti sektaštvu, ki ga vlada spodbuja za svoje interese. Obtožil je tudi tuje stranke in bližnje države, da delujejo na spodbujanju upora v državi. Zaradi al-Haidarijevih dejavnosti je mošeja postala simbol nacionalne enotnosti, ki jo vsak dan obiskujejo številni iz Iraka in izven njega.

## Opis
Mošeja ima eno veliko kupolo in en minaret ter veliko dvorišče. Svetišče je v kotu mošeje. Prisotna je tudi knjižnica, kjer je veliko dragocenih knjig.